# Josef Thaut
Josef Thaut (10 febbraio 1905 – ...) è stato un calciatore cecoslovacco, di ruolo attaccante.

## Carriera

### Nazionale
Il 28 ottobre 1929 esordisce in Nazionale contro la Jugoslavia (4-3).